# Tomás Pedro Barbosa da Silva Nunes
Tomás Pedro Barbosa da Silva Nunes (3 de dezembro de 1942 - 1 de setembro de 2010) foi um bispo católico português. 

## Biografia
Recebeu a ordenação presbiterial a 4 de Novembro de 1973 e posteriormente foi nomeado bispo-auxiliar do Patriarcado de Lisboa, com o título de bispo-titular de Elvas, a 7 de Março de 1998. Foi consagrado bispo a 17 de março de 1998 na Igreja de Nossa Senhora de Fátima em Lisboa por D. José da Cruz Policarpo, na altura bispo-patriarca de Lisboa, por D. Albino Mamede Cleto, bispo-coadjutor de Coimbra e por D. António dos Reis Rodrigues, bispo-auxiliar de Lisboa.
Licenciou-se em Ciências Geofísicas pela Faculdade de Ciências da Universidade de Lisboa e em Teologia pela Faculdade de Teologia da Universidade Católica Portuguesa, concluiu o Mestrado em Ciências da Educação pela mesma Universidade, especializando-se em Administração e Gestão Escolar. Foi assistente adjunto em Lisboa da Liga Operária Católica (LOC), em 1977, passando, a partir de Janeiro de 1981, a assistente diocesano, cargo que exerceu até 1998. Durante nove anos foi também assistente da Juventude Operária Católica (JOC). Desde 1989, era director do Secretariado Diocesano do Ensino Religioso. Foi assistente da Faculdade de Teologia da Universidade Católica Portuguesa, leccionando no Curso de Licenciatura em Ciências Religiosas.
Durante seis anos foi Secretário da Conferência Episcopal Portuguesa, eleito em 13 de Abril de 1999 e reconduzido em 11 de Abril de 2002. Desde 2005 era Vigário-Geral e Moderador da Cúria do Patriarcado de Lisboa. Durante os últimos anos foi o intermediário com o Governo para a Educação Cristã nas Escolas, no âmbito da disciplina de Educação Moral e Religiosa Católica. Foi presidente da Comissão Episcopal da Educação Cristã e vogal da Comissão da Pastoral Social.
Faleceu inesperadamente na madrugada de 1 de Setembro de 2010, enquanto descansava no seu quarto na casa patriarcal em Lisboa.